# لاس وگاس (فیلم)
لاس وگاس (انگلیسی: Vegas (film)) یک فیلم است که در سال ۲۰۰۹ منتشر شد.